# Prenton Park
Il Prenton Park è lo stadio che ospita le partite casalinghe del Tranmere Rovers, squadra di calcio con sede a Birkenhead.
Ha una capienza di 16.567 spettatori.